# لوکاس دانیل ویلچز
لوکاس دانیل ویلچز (انگلیسی: Lucas Daniel Wilchez؛ زادهٔ ۳۱ اوت ۱۹۸۳) بازیکن فوتبال اهل آرژانتین است.
از باشگاه‌هایی که در آن بازی کرده‌است می‌توان به باشگاه فوتبال اتلتیکو تیگره، باشگاه فوتبال آرسنال ساراندی، باشگاه فوتبال استودیانتس، باشگاه فوتبال کولو-کولو، باشگاه فوتبال رئال ساراگوسا، و باشگاه فوتبال آستراس تریپولی اشاره کرد.